# معادله مونو
معادله مونو(به انگلیسی: Monod equation) یک مدل ریاضی برای رشد میکروارگانیسم‌ها است. این معادله به نام ژاک مونو (۱۹۱۰ - ۱۹۷۶، زیست‌شیمی‌دان فرانسوی، برنده جایزه نوبل فیزیولوژی و پزشکی در سال ۱۹۶۵) نامگذاری شده‌است. وی پیشنهاد کرد با استفاده از معادله ای به این شکل، می‌توان نرخ رشد میکروبی را در یک محیط آبی با غلظت یک ماده مغذی محدودکننده مرتبط کرد. معادله مونو شکلی مشابه معادله میکائلیس–منتن دارد، اما این معادله یک معادله تجربی است در حالی که معادله میکائلیس–منتن براساس ملاحظات نظری است.
از معادله مونو معمولاً در مهندسی محیط زیست استفاده می‌شود. به عنوان مثال، از آن در مدل لجن فعال برای تصفیه فاضلاب استفاده می‌شود.
معادله تجربی مونو به شرح زیر است:
{\displaystyle \mu =\mu _{\max }{[S] \over K_{s}+[S]}}
که در آن:

نرخ رشد μ یک میکرو ارگانیسم که به عنوان تابعی از غلظت بستر محدود کننده [ S]، در نظر گرفته شده‌است.

- μ سرعت رشد یک میکروارگانیسم مد نظر
- μ max حداکثر سرعت رشد این میکروارگانیسم
- [ S] غلظت بستر محدود کننده S برای رشد میکروارگانیسم
- K s "ثابت نیم سرعت" زمانی که—مقدار [ S ] برابر μ / μ max = ۰٫۵ است